# Заколдованная Элла
«Заколдованная Элла» (англ. Ella Enchanted) — романтическая комедия 2004 года со сказочным сюжетом по одноимённому роману Гейл Карсон Левайн.

## Сюжет
При рождении Элла получает от феи Люсинды «дар послушания» — что бы ей ни велели сделать, она выполняет это независимо от собственной воли. До поры до времени об этом заклятье знают лишь её мать с доброй феей Мэнди. Но мать Эллы умирает, и её отец снова женится; к ним поселяется злая мачеха с двумя дочками Оливией и Хэтти. Последняя вскоре догадывается о необычайных свойствах сводной сестры и начинает ими вовсю пользоваться для злых шуток и дискредитации её самой. Мачеха, Оливия и Хэтти всячески обижают и тиранят девушку, не зная, что и за это потом поплатятся: приказ «принести цветы» она исполнит, но принесёт ядовитый плющ.
Элла общительна и весела. Она не может смириться с ненавистным даром, уходит из дома и отправляется искать ту самую фею, которая её заколдовала, чтобы избавиться от страшного послушания. Она отправляется в опасное путешествие с новыми друзьями: заключённым в книгу человеком Бенни, другом Мэнди, и эльфом Сланненом. По дороге на них с кулинарными целями нападают огры (в переводе ошибочно названные орками), от которых их спасает любимец женского населения страны — принц Чар, племянник короля Эдгара. Теперь вместе с ним они отправляются к порабощённым дядей принца великанам, где Элла надеется найти Люсинду, а Чар пытается разобраться с политикой своего дяди. Между Эллой и принцем начинают разгораться любовные отношения.
Принц Чар, на первый взгляд, самовлюблённый обычный «идол», который обожает своих фанаток, в числе которых состоит Хэтти. Но на самом деле он чувственный, умный, честный человек, который несколько раз спасает Эллу и не понимает, почему он ей так не нравится. Чар идёт вместе с ней к великанам, пытаясь вникнуть в политику дяди.
Выясняется, что король Эдгар убил своего брата — отца Чара. Он всячески пытается напакостить племяннику, но узнав о «даре послушания» Эллы, приказывает ей убить любимого. Та в ужасе привязывает себя к дереву, однако тут снова появляется фея Люсинда, отказывается снять с девушки дар послушания и перемещает её к принцу. Всё же Элла избегает убийства, отдавши себе самой приказ: «Ты больше не будешь подчиняться!», после чего эти чары распадаются. Злодей решает пойти другим путём и сделать всё сам: он отравляет корону принца. Но потом, забыв, надевает её и оказывается парализован. Чар и Элла становятся королём и королевой и живут долго и счастливо.

## В ролях
| Актёр             | Роль                         |
| ----------------- | ---------------------------- |
| Энн Хэтэуэй       | Элла из Фрэлла               |
| Хью Дэнси         | принц Чар                    |
| Кэри Элвес        | сэр Эдгар (дядя принца Чара) |
| Эйдан Макардл     | Сланнен                      |
| Джоанна Ламли     | леди Ольга                   |
| Люси Панч         | Хэтти                        |
| Дженнифер Хайам   | Оливия                       |
| Минни Драйвер     | Мэнди                        |
| Парминдер К.Награ | Арейда                       |
| Эрик Айдл         | Чтец                         |
| Стив Куган        | Хистон (озвучка)             |
| Джими Мистри      | Бенни                        |
| Вивика А. Фокс    | Люсинда                      |
| Хайди Клум        | Брунгильда                   |
| Нора-Джейн Нун    | Фея                          |
| Джим Картер       | Ниш                          |

## Производство и отзывы актёров
Хэтэуэй впервые прочитала книгу, когда ей было 16 лет. Она высказывалась, что изначальная версия сценария была намного ближе к книге, но она не подошла для фильма, добавив, что фильм действительно получился, потому что он «высмеивает себя за то, что он был сказочным». Левин утверждает, что фильм «настолько отличается от книги, что их трудно сравнивать», отметив для примера добавленных оригинальных персонажей, таких как сэр Эдгар и Хестон, и предложив «рассматривать фильм как отдельный творческий акт».
Хэтэуэй сама пела за свою героиню в фильме.
Джими Мистри сказал, что ему понравилось играть роль книги Бенни, потому что это дало ему возможность сделать что-то отличающееся от других его ролей.

## Релиз
Miramax Films выпустил фильм 9 апреля 2004 года. Его материнская компания Walt Disney Company в конечном итоге продала Miramax Filmyard Holdings. Однако компания Дисней по-прежнему владела правами на фильм и транслировала его для телевидения на телеканале Disney Channel. 30 апреля 2013 года появилось новое переиздание фильма.

### Сборы
«Заколдованная Элла», выйдя в прокат 9 апреля 2004 года, заработала 6,169,030 долларов в первый уик-энд, заняв 9 место в домашней кассе. В конце своего проката фильм собрал 22 918 387 долларов США и 4 470 380 долларов за рубежом для всего мира из 27 388 767 долл. США, фильм не смог окупиться.

### Критика и отзывы
На веб-сайт Rotten Tomatoes фильм имеет 50% положительных отзывов на основе 114 рецензий со средним рейтингом 5,6 / 10. Отзыв сайта гласит: «Хэтэуэй — очаровательная героиня, но простая сюжетная линия становится ошеломлённой глупой хитростью». На Metacritic фильм имеет 53 баллов из 100 рейтинга, основанный на 30 рецензиях, что указывает на «смешанные или средние отзывы».
Критик Роджер Эберт дал фильму 3,5 звезды из 4, восхваляя его как «лучший семейный фильм в этом году».